# RD-107-8D76
RD-107-8D76 – radziecki silnik rakietowy. Skonstruowany przez OKB Głuszko. Stanowił napęd członu Sputnik 8A91-0 rakiet Sputnik 8A91. Projektowany w latach 1956-1957, użyty w roku 1958 w ilości 8 sztuk.
Podane oznaczenie utworzone zostało z oznaczenia konstruktora (RD-107) i oznaczenia rządowego (8D76).